# Bertrand Halperin
Bertrand Israel Halperin (Brooklyn, 6 de dezembro de 1941) é um físico estadunidense.

## Vida e obra
Filho de Morris e Eva Halperin, nascida Teplitsky. Em 1961 formou-se na Universidade Harvard, com mestrado em 1963 pela Universidade da Califórnia em Berkeley. Foi pesquisador visitante na Universidade de Princeton, de 1964 a 1965. Doutorado em 1965, orientado por John Hopfield). Em seguida fez Pós-Doutorado na Escola Normal Superior de Paris, e de 1966 a 1976 foi pesquisador do Bell Labs. Desde 1976 é professor na Universidade Harvard. Foi diretor científico do Center for Imaging and Mesoscale Systems (CIMS), de 1994 a 2004.
Halperin trabalha na área de física da matéria condensada e física estatística. Interessa-se por sistemas eletrônicos bidimensionais a baixas temperaturas e fortes campos magnéticos, os denominados sistemas quânticos de Hall (→ efeito quântico de Hall). Investigou juntamente com David Nelson processos de fundição bidimensionais (fase hexática) e fizeram predições, experimentalmente constatadas posteriormente por Pindak et al. Outros interesses de pesquisa são: supercondutividade, processos de transporte em sistemas não-homogêneos e ressonância magnética nuclear em meios porosos. Anteriormente trabalhou com antiferromagnetismo quântico em uma e duas dimensões, propriedades de vidro a baixas temperaturas e fenômenos dinâmicos próximos a uma mudança de fase.
Foi presidente da 24ª Conferência de Solvay, em 2008.

## Condecorações
- 1982 - Prêmio Oliver E. Buckley de Matéria Condensada (American Physical Society)
- 2001 - Prêmio Lars Onsager (American Physical Society)
- 2003 - Prêmio Wolf de Física

## Membro de sociedades
- American Physical Society
- American Academy of Arts and Sciences
- Academia Nacional de Ciências dos Estados Unidos
- American Philosophical Society